# Kovács Richárd
Kovács Richárd (Nyíregyháza, 1997. november 9. –) magyar ökölvívó, olimpikon.

## Pályafutása
2017-ben lépett először szorítóba felnőtt világbajnokságon, mindössze 19 évesen. A hamburgi vb nyolcaddöntőjében a mongol Csinzorig Batarszuhtól kapott ki egyhangú pontozással. 2021-ben és 2023-ban szintén a nyolcaddöntőben búcsúzott a világbajnokság mezőnyétől. 2021-ben 63 kilogrammban megnyerte a rangos Bocskai István-emlékversenyt. A 2022-es jereváni Európa-bajnokságon bronzérmet szerzett. A 2023-as Európa-játékokon 63,5 kilogrammos súlycsoportban bronzérmet és olimpiai kvótát szerzett. A 2024-es párizsi olimpián a negyeddöntőig jutott, ott a franciák háromszoros világbajnoki ezüstérmese, Sofiane Oumiha egyhangú pontozással bizonyult jobbnak nála. Kovács az 5. helyen zárta az olimpiát.

## Magánélet
Szülővárosában, Nyíregyházán él, nős, egy fiú gyermeke van. Történelem és testnevelés szakos tanár.

## Díjai, elismerései
- Az év magyar ökölvívója: 2023, 2024[9]